# Richard Rau
Richard Rudolf Rau, także Richard Einsporn (ur. 26 sierpnia 1889 w Schönebergu, zm. 17 listopada 1945 we Wiaźmie) – niemiecki lekkoatleta specjalizujący się w biegach sprinterskich, wielokrotny rekordzista kraju, rekordzista świata; po zakończeniu kariery biznesmen, członek NSDAP i SS. 

## Życiorys
Rau rozpoczął swoją karierę sportową w 1908 roku, kiedy to wygrał kilkanaście krajowych zawodów w sprintach i biegu przez płotki. Był drugim Niemcem, który złamał barierę 10,5 sekundy w biegu na 100 metrów, a także pierwszym Niemcem, który pobiegł na 200 metrów w czasie krótszym niż 22 sekundy. 
Niemiec wziął udział w trzech konkurencjach lekkoatletycznych podczas V Letnich Igrzysk Olimpijskich w Sztokholmie w 1912 roku. Na dystansie 100 metrów odpadł w półfinale, zaś w biegu na 200 metrów doszedł do finału, w którym zajął czwarte miejsce z czasem 22,2 sekundy. W sztafecie 4 × 100 metrów Rau biegł na czwartej zmianie. W eliminacjach sztafeta niemiecka wyrównała rekord olimpijski, zaś w półfinale ustanowiła nowy rekord świata czasem 42,3 sekundy. Niestety finał zakończył się dla Niemców dyskwalifikacją za przekroczenie strefy zmian.
W czasie I wojny światowej startował pod pseudonimem Richard Einsporn. W czasie swojej kariery ustanowił ponad 20 rekordów krajowych w biegach sprinterskich.
W 1933 roku, Richard Rau, już jako biznesmen i właściciel sklepu sportowego, stał się członkiem NSDAP i SS, w której to awansował na stopień Hauptsturmbannführera w 1938 roku. W 1945 roku został złapany przez Amerykanów i przeniesiony do sowieckiej strefy okupacyjnej. W czasie próby ucieczki został postrzelony i przeniesiony do obozu we Wiaźmie, gdzie później zmarł.

## Rekordy życiowe
- bieg na 100 metrów – 10,5 (1911/1912)
- bieg na 100 jardów - 10,1 (1910)
- bieg na 200 metrów – 21,6 (1914)
- bieg na 110 metrów przez płotki – 15,6 (1911)